# Enigma (museum)
 For alternative betydninger, se Enigma (flertydig). (Se også artikler, som begynder med Enigma)
Enigma - Museum for Post, Tele og Kommunikation er et museum på Østerbro i København. Den første del af museet, der har til huse i det tidligere Østerbro Posthus ved Trianglen, åbnede for offentligheden 6. januar 2017. De egentlige udstillinger åbnede 25. februar 2023. Museet er en afløser for Post & Tele Museum i Indre By, der lukkede ved udgangen af 2015. Museet drives af Post/Tele Museumsfond, der er stiftet af TDC Group og PostNord.

## Historie
Enigma er etableret i det tidligere Østerbro Posthus, der åbnede 1. september 1922. Hovedbygningen er tegnet af Thorvald Jørgensen som en monumental bygning i 2½ etage med et forhus og en sidefløj langs med Øster Allé. Bygningen er inspireret af nyklassicisme med mure, der er pudset i brun-rød mørtel, et tagudhæng med en fremspringende tandsnitsgesims og et fladt zinkdækket tag. Hovedindgangen er udformet som en tempelfront med fire store søjler i jonisk stil. Inventaret med vægpaneler, teaktræsskranker mv. blev skiftet ud ved en modernisering i 1978, hvor der også blev opført en betonbygning med fladt tag bagved. I 2002 bemærkede Kulturarvsstyrelsen, at posthuset havde høj bevaringsværdi, men at det ikke havde de fornødne kvaliteter til en fredning.
Postvæsenet, senere Postnord, drev posthuset indtil 2016, hvorefter bygningen overgik til brug for post- og kommunikationsmuseum. Herved afløstes det hidtidige Post & Tele Museum i Indre By, der lukkede ved udgangen af 2015. Den første del af Enigma åbnede for offentligheden 6. januar 2017. Hvor der tidligere havde været kundeekspedition, blev der indrettet et spisested ved navn Kantina og et designmarked. Desuden blev der opsat en mindre scene til brug for foredrag, debatter og workshops mv. Der kunne dog også stadig foretages postforretninger i et postkontor, idet Enigma nu fungerede som partner for Postnord på linje med forskellige butikker. Derimod var der ikke nogle egentlige udstillinger til at begynde med, men til gengæld blev der afholdt mindre særudstillinger, for eksempel om telefonbokse.
Museets navn kommer af det græske ord enigma, der betyder gåde. Som museumsdirektør Jane Mylenberg Sandberg forklarede i april 2016: "Vi vil være stedet, hvor vi gennem udstillinger, debatter, undervisning, samtale og forskning bidrager til, at vi alle bliver bedre til at afkode de gåder, som ligger i al den kommunikation, vi som moderne borgere bliver del af. Om vi vil det eller ej."
Enigma er imidlertid også navnet på en tysk kodemaskine, som museet har et af de ældst kendte eksemplarer af. Kodemaskinen, der er af M1-serien og med betegnelsen M522, blev produceret til den tyske Kriegsmarine i 1934. Hvor den blev brugt vides ikke. I begyndelsen af 1990'erne blev den imidlertid fisket op af vandet ved Flensborg Fjord, og i begyndelsen af 2001'erne overtog Post & Tele Museum den. Kodemaskinen er præget af krig og mange år i saltvand men er dog stadig genkendelig.
I 2020 måtte Kantina, designmarkedet og særudstillinger lukke på grund af coronaviruspandemien. Postkontoret havde sidste åbningsdag 30. januar 2021, da der ikke ville være plads til det, når Enigma for alvor blev til et museum. Det sidste gav anledning til lokal kritik, men Postnord henviste til, at der i forvejen var mini-posthuse i en række supermarkeder og kiosker rundt om på Østerbro. I juni 2021 fik museet en donation på 1 mio. kr. fra Louis Petersens Legat til et kommende børneområde.
Enigma åbnede som egentligt museum efter færdiggjort ombygning 25. februar 2023. Der blev lagt ud med fire udstillingsområder. Kommunikation i krise handler om udviklingen indenfor kommunikationsteknologi, når der er kriser. Idéer der forbinder os fortæller om kommunikation som sådan siden etableringen af det danske postvæsen i 1624 men giver også mulighed for at forsøge sig selv. I Arkadeum kan publikum prøve arkademaskiner og konsolspil. Og i Teleportalen kan børn lege og lære om kommunikation. I løbet af foråret 2023 suppleres udstillingerne desuden med Restaurant Post. Fuldt udbygget forventes museet at omfatte 6.000 m².
I forbindelse med åbningen fortalte museumsdirektør Jane Mylenberg Sandberg om stedet: "De emner, som Enigma har på programmet er nogle, vi alle bliver berørt af, også selvom vi ikke betragter os selv som klassiske museumsgæster. Jeg tror og håber, at vores publikum vil opleve, at Enigma byder på både gode, hyggelige oplevelser men også inviterer til refleksion over nogle af de temaer der fylder mest i vores hverdag, og til diskussion på tværs af alder"

## Udstillinger
Museet har fire udstillingsområder, der behandler den danske kommunikations- og mediehistorie fra postvæsenets oprettelse i 1624 og frem til nutiden.
Kommunikation i krise beskæftiger sig med, hvordan krige og kriser påvirker kommunikationen. Nye teknologier har til stadighed lettet kommunikationen men har også gjort det muligt at for fjender at lytte med. Der er arbejdet med hemmelige koder for at sikre kommunikation og med at bryde de selvsamme koder. Og heller ikke demokratiske stater går af vejen for at overvåge deres egne borgere, når der er fjender og terrorister på spil. Alt imens borgerne selv står overfor stadig flere nyheder og informationer, der ikke nødvendigvis er blevet kontrolleret af redaktører.
Idéer der forbinder os beskæftiger sig med opfindelser og ny teknologi. Der er blandt andet H.C. Ørsteds opdagelse af elektromagnetismen, som senere tiders elektronik bygger på. Der er den elektriske telegraf, hvis kabler forbandt verden i 1800-tallet. Der er Guglielmo Marconis gnistsender og Valdemar Poulsens buesender, der kunne sende trådløse signaler. Og der er Alexander Graham Bell, der er præsenterede telefonen. Men de besøgende kan også selv forsøge sig. Ved et originalt omstillingsbord kan man gøre telefonistinderne kunsten efter. Og i weekenderne kan man genskabe fortidens teknologier og 3D-printe egne idéer.
Arcadeum er en indrettet som en arkadehal med de populære spil, der kunne findes der og på grillbarer i 1980'erne. Men der fortælles også nutidens computerspil, deres figurer, dem der laver spillene og dem der spiller dem. De besøgende kan også selv prøve at spille på Atari, Nintendo, Commodore 64 og Commodore Amiga og derved opleve den revolution, der er sket for de elektroniske spil.
Teleportalen er et børneområde, hvor børn og forældre kan opleve den digitale verden i fysisk form. De kan finde ud af, hvad det vil sige, at ting ligger "i skyen". De kan prøve at kravle op i et telefontårn eller ind i en spil-app. Eller de kan forsøge sig med fjerpen og røde postuniformer på posthuset.